# Sever do Vouga
Sever do Vouga is een plaats en gemeente in het Portugese district Aveiro.
De gemeente heeft een totale oppervlakte van 130 km² en telde 13.186 inwoners in 2001.